# Elkhorn Ridge
Elkhorn Ridge är en bergstopp i Antarktis. Den ligger i Östantarktis. Nya Zeeland gör anspråk på området. Toppen på Elkhorn Ridge är 1 328 meter över havet.
Terrängen runt Elkhorn Ridge är varierad. Trakten är obefolkad. Det finns inga samhällen i närheten. 